# Ciao ciao (singolo La Rappresentante di Lista)
Ciao ciao è un singolo del gruppo musicale italiano La Rappresentante di Lista, pubblicato il 2 febbraio 2022 come secondo estratto dalla riedizione del quarto album in studio My Mamma.
Il brano è stato eseguito per la prima volta durante la prima serata del Festival di Sanremo 2022, classificandosi settimo al termine della manifestazione.

## Descrizione
La canzone descrive uno scenario catastrofico, in cui, nonostante la «fine del mondo» e la «crisi generale», viene evocata un'atmosfera di festa e di rivoluzione. In un'intervista concessa a Billboard Italia, il duo ha spiegato che il brano è stato composto durante le marce di protesta per la COP26 e che la tematica apocalittica riguarda il presente e soprattutto la crisi climatica; alcune parti del testo sono pertanto «la trasposizione poetica degli slogan cantati in manifestazione». Attraverso la rete sociale lo stesso gruppo ha aggiunto che il brano «ha dentro tante delle nostre paure» ma «anche i nostri desideri». Il testo si ricollega inoltre sia al primo romanzo del gruppo, Maimamma, incentrato sulle vicende della protagonista che partorisce alle soglie dell'Apocalisse, che al loro quarto album in studio My Mamma, anch'esso sui temi del corpo e dell'ecologia.
Dal punto di vista musicale Ciao ciao è un incrocio tra sonorità funk con altre più dance.

### Copertina
La copertina del singolo, realizzata da Manuela Di Pisa, consiste in un'illustrazione ispirata alle statue classiche della dea Venere.

## Video musicale
Il video, diretto da Simone Rovellini e girato presso lo studio BigMotion di Cologno Monzese, è stato reso disponibile il 2 febbraio 2022 attraverso il canale YouTube del gruppo e mostra il duo ballare ed eseguire il brano insieme ai loro turnisti. All'inizio dello stesso è inoltre possibile vedere il giornalista Peter Gomez.

## Tracce
Testi di Veronica Lucchesi e Dario Mangiaracina, musiche di Veronica Lucchesi, Dario Mangiaracina, Roberto Calabrese, Roberto Cammarata, Carmelo Drago e Simone Privitera.
1. Ciao ciao – 3:04

## Formazione
Gruppo
- Veronica Lucchesi – voce
- Dario Mangiaracina – sintetizzatore aggiuntivo

Altri musicisti
- LRDL Band
  - Roberto Calabrese – batteria
  - Marta Cannuscio – percussioni
  - Erika Lucchesi – sassofono tenore
  - Enrico Lupi – tromba
  - Roberto Cammarata – chitarra
  - Carmelo Drago – basso
- Simone Privitera – sintetizzatore, programmazione
- Gabriele Spadini – trombone
- Clara Lasagna – cori
- Vittoria Santarelli – cori

Produzione
- Simone Privitera – produzione
- Papa D & Piccolo Cobra – produzione artistica
  - Dario Francesco Mangiaracina – produzione
  - Roberto Cammarata – produzione
  - Veronica "Diva" Lucchesi – medium
  - Marco Romanelli – ingegneria del suono, registrazione

## Successo commerciale
Ciao ciao ha rappresentato il più grande successo commerciale registrato dal duo nella loro carriera, debuttando al terzo posto della Top Singoli stilata da FIMI e al secondo della classifica radiofonica italiana stilata da EarOne, conquistando la vetta di quest'ultima nella decima settimana. Il 14 febbraio il singolo è stato inoltre certificato disco d'oro per aver raggiunto la soglia delle 50 000 unità vendute, salite a 200 000 nella metà di aprile, divenendo di fatto doppio platino, e successivamente salite a 300 000 verso la fine di agosto, ottenendo il triplo platino. Al termine dell'anno è risultato il decimo singolo più venduto in Italia.

## Classifiche

### Classifiche settimanali
| Classifica (2022) | Posizione massima |
| ----------------- | ----------------- |
| Italia            | 3                 |
| San Marino        | 1                 |
| Svizzera          | 44                |

### Classifiche di fine anno
| Classifica (2022) | Posizione |
| ----------------- | --------- |
| Italia            | 10        |